# Hayes (fiume)
Il fiume Hayes (in inglese Hayes River) è un fiume canadese che scorre nel Manitoba.
Ha una lunghezza di 483 km e un bacino idrografico di 108.000 km². La sua portata media è di 590 m³/s. Sfocia nella baia di Hudson, a sud del fiume Nelson.